# Султан Ахмад-хан Баракзай
Султан Ахмад-хан Баракзай (д/н — 6 березня 1863) — володар Гератського ханства у 1857—1863 роках.

## Життєпис
Походив з династії Баракзай. Був онуком сардара Паїнди-хана. Другий син Мухаммад Азім-хана, володаря Кабулу, і доньки кизилбаського аристократа Садік Хана Джаваншера. Виховувався при дворі свого стрийка Дост Мухаммеда, еміра Афганістану, на доньці якого — Падшах-бегум — він оженився.
1855 року відправив послання перського правителю Насер ед-Дін Шаху з пропзицією повалити гератського амір-і кабіра Сайїд Мухаммад-хана, але листа перехопив Дост Мухаммед. Тому Султан Ахмад втік до Персії. Тут отримав перський титул саркар-і вала.
За умовами Паризькуого договору 1857 року, що завершив персо-британську війну війська шахаповинні були звільнити Герат, який було захоплено 1856 року. Залишаючи Гератське ханство перси поставили у веерсні 1857 року Султан Ахмада новим ханом.

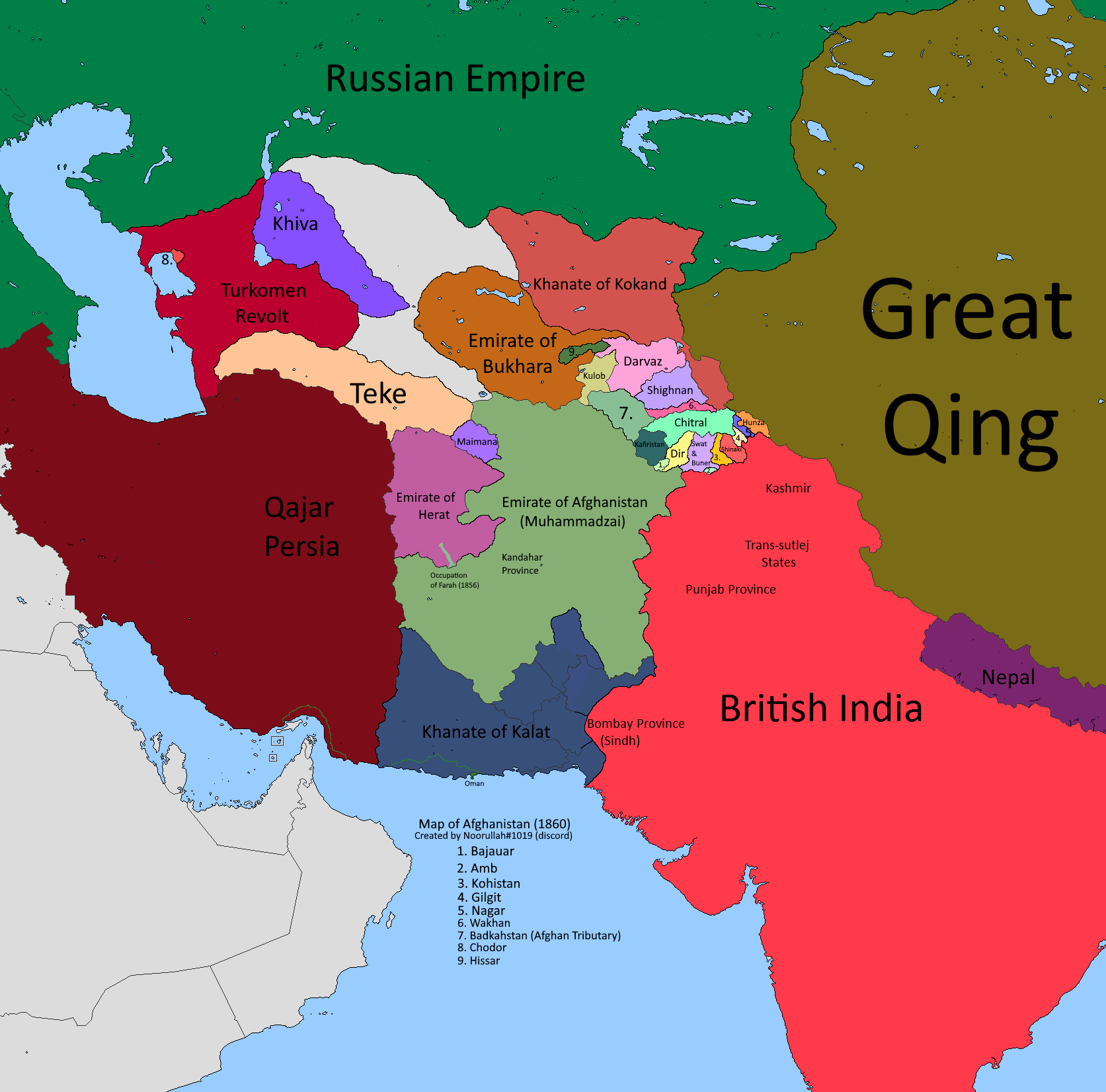
Володіння Султан Ахмад-хана (позначено бузковим кольором)

Під час свого правління він був повністю залежний від Персії, не лише карбував монети від імені шаха, але й неодноразово надавав підтримку на його прохання проти пуштунськогго клану Мухаммадзаїв. Натомість британці 1858 року спробували повалити хана, замінивши того на Мухаммада Резу з клану Садозай, проте змову було викрито.
У березні 1862 року гератські війська захопили Фарах, де панував клан Баракзай. Це стало приводом до війни проти Герата з боку Дост Мухаммеда. Вже напочатку літа афганські війська відвоювали Фарах, 22 липня впав Сабзевар, а 28 липня Герат опинився в оточені. Під час 10-місячної облоги Султан Ахмад-хан помер 6 березня 1863 року. Йому спадкував син Шах Наваз Хан, який капітулював 27 травня 1863 року.